# 第11ヘリコプター海上戦闘飛行隊 (アメリカ海軍)
第11ヘリコプター海上戦闘飛行隊（だい11ヘリコプターかいじょうせんとうひこうたい、英: Helicopter Sea Combat Squadron 11、略称：HSC-11）は、アメリカ海軍大西洋艦隊ヘリコプター海上戦闘航空団隷下のヘリコプター部隊。愛称はドラゴンスレイヤーズ。1957年6月27日に第11ヘリコプター対潜飛行隊（英: Helicopter Anti-Submarine Squadron 11、略称：HS-11）としてロードアイランド州クオンセット・ポイント海軍航空基地で編成され、2016年6月1日に第11ヘリコプター海上戦闘飛行隊へ改編された。バージニア州ノーフォーク海軍基地に所在し、空母「ハリー・S・トルーマン（USS Harry S. Truman, CVN-75）」艦載の第1空母航空団を構成する飛行隊になっている。多用途ヘリコプターとしてMH-60Sを運用する。

## 歴代運用機
- 哨戒ヘリコプター
  - HSS-1N
  - SH-3A/D/H
  - SH-60F
- 救難ヘリコプター
  - HH-60H
- 多用途ヘリコプター
  - MH-60S